# Acide 3-hydroxybenzoïque
L'acide 3-hydroxybenzoïque ou acide métahydroxybenzoïque est un composé organique aromatique. C'est l'un des trois isomère de l'acide hydroxybenzoïque, avec l'acide salicylique (acide 2-hydroxybenzoïque) et l'acide parahydroxybenzoïque (acide 4-hydroxybenzoïque).
Il peut être naturellement formé  à partir de l'acide 3-chlorobenzoïque par certaines bactéries du genre Pseudomonas.